# Marino Auriti
Marino Auriti (Guardiagrele, 1891 – Kennett Square, 1980) è stato un artista italiano naturalizzato statunitense.
Auriti è principalmente conosciuto per il suo modello architettonico del Palazzo Enciclopedico, concepito per raccogliere tutto il sapere. Sebbene tale modello sia rimasto incompiuto e il progetto mai realizzato, l'opera è considerata una pietra miliare nel suo genere. Nel 2013, il modello divenne il fulcro della Biennale di Venezia. Oggi il Palazzo Enciclopedico fa parte della collezione permanente dell'American Folk Art Museum.

## Biografia
Nato nel 1891 a Guardiagrele, in Italia, Auriti coltivò un profondo interesse verso l'architettura, ma si dedicò principalmente all'attività di carrozziere e sposò Maria Rachele. Nel 1915, durante la prima guerra mondiale, Auriti venne assegnato a un reparto di fanteria dell'esercito italiano.
Quando il fascismo prese il potere durante gli anni venti, Auriti mostrò il suo dissenso verso il nuovo partito pubblicando una serie di poesie satiriche antifasciste in un giornale locale. In seguito a ciò, il futuro artista venne importunato da un gruppo di camicie nere che lo umiliarono pubblicamente e lo costrinsero a bere olio di ricino. Verso la fine degli anni venti, dopo che il partito ebbe preso possesso della casa di famiglia a Guardiagrele, Auriti, suo fratello e le loro famiglie lasciarono l'Italia. Sebbene Auriti e i familiari avessero voluto trapiantarsi nel Nord America, le restrizioni dell'immigrazione negli Stati Uniti li costrinsero a stabilirsi a Catanduva, una città vicina a San Paolo, in Brasile.
Nel 1938, Auriti, sua moglie e la loro giovane figlia si trasferirono negli Stati Uniti presso Kennett Square, nel sud-est della Pennsylvania. Auriti allestì un'auto-carrozzeria, dove si dedicò a un'attività di "incorniciatura artistica" e dove realizzò i suoi progetti creativi fra cui dipinti ad olio di vecchi maestri e di fotografie riprese dal National Geographic e soprattutto alla sua grande impresa architettonica: Il Palazzo Enciclopedico. Durante gli anni cinquanta Auriti assemblò il suo noto modello architettonico nel corso di tre anni.
Il Palazzo Enciclopedico è composto di legno, plastica, metallo, pettini per capelli e altre parti di kit per il modellismo. È sormontato da un ateneo televisivo. Immaginato su una scala 1: 200, il Palazzo Enciclopedico fu progettato per essere alto settecento metri, avrebbe dovuto avere 136 piani e avrebbe dovuto occupare 16 isolati del centro di Washington D.C., compreso il National Mall. Auriti immaginava un grande monumento alla conoscenza contenente centoventisei statue in bronzo di "scrittori, scienziati e artisti passati, presenti e futuri". Esso avrebbe incluso un laboratorio cupolare in ciascuno dei suoi quattro angoli. Iscritti sui fregi circostanti vi sarebbero stati riportati assiomi come "Perdona la prima volta", "Goditi la libertà ma non ferire nessuno" e "Non abusare della tua generosità". Per accompagnare il modello, Auriti scrisse una dichiarazione di intenti in cui delineò la costruzione dell'edificio. Asserì che il suo edificio avrebbe dovuto essere "un concetto completamente nuovo nei musei, progettato per contenere tutte le opere dell'uomo in qualsiasi campo, le scoperte fatte e quelle che potrebbero seguire ... tutto quanto, dalla ruota al satellite." Venne stimato che l'edificio sarebbe dovuto costare 2,5 miliardi di dollari. Tuttavia, nonostante gli sforzi per promuovere il suo progetto, esso non venne mai realizzato e il modello venne esposto soltanto nella vetrina di un negozio e nell'atrio di una banca di Philadelphia.
In seguito alla morte di Auriti, avvenuta nel 1980, una sua nipote donò il prototipo del Palazzo Enciclopedico all'American Folk Art Museum dove è ancora oggi conservato. Nel 2013 il Palazzo Enciclopedico divenne il fulcro della Biennale di Venezia del 2013.